# Chaetodus tricarinatus
Chaetodus tricarinatus är en skalbaggsart som beskrevs av Federico Ocampo 2006. Chaetodus tricarinatus ingår i släktet Chaetodus och familjen Hybosoridae. Inga underarter finns listade i Catalogue of Life.